# العامة للبترول
العامة للبترول أو (بالإنجليزية: GPC - General Petroleum Co) هي إحدى شركات قطاع البترول المصري، والتي تأسست بموجب قرار رئيس الجمهورية الصادر في 2 سبتمبر 1957 برأس مال تملكه بالكامل الحكومة المصرية لكي تكون أول شركة وطنية «قطاع عام» تعمل في مجال البحث والإستكشاف وإنتاج البترول في مصر.

## تاريخ الشركة
- قرار رئيس الجمهورية الصادر في 2 سبتمبر 1957 بتأسيس الشركة العامة للبترول برأس مال مليون جنيه كشركة تابعة للمؤسسة الاقتصادية التابعة في ذلك الوقت لوزير التجارة.[1]
- قرار رئيس الجمهورية رقم 433 لسنة 1983 بنقل تبعية الشركة العامة للبترول إلى الهيئة المصرية العامة للبترول.[2]
- قرار الشركة العامة للبترول رقم 343 لسنة 2020 بزيادة رأس مال الشركة إلى 2 مليار و243 مليون و148 ألف جنيه.[3]
- قرار الشركة العامة للبترول رقم 393 لسنة 2022 بزيادة رأس مال الشركة إلى 6 مليار و921 مليون و618 ألف جنيه.[4]

## مناطق الإمتياز
| منطقة الإمتياز                                                | الشركة القائمة بالعمليات | الشركة الموقعة للإتفاقية | التشريعات المنظمة       | التشريعات المنظمة | ملاحظات                           |
| منطقة الإمتياز                                                | الشركة القائمة بالعمليات | الشركة الموقعة للإتفاقية | القانون                 | التعديلات أو القوانين التي حلت محله | ملاحظات                           |
| ------------------------------------------------------------- | ------------------------ | ------------------------ | ----------------------- | --- | --------------------------------- |
| خير بالصحراء الشرقية                                          |                          |                          | قانون رقم 137 لسنة 2019 | |                                   |
| بكر وكريم بالصحراء الشرقية وسدر وعسل ومطارمة بشبه جزيرة سيناء |                          |                          | قانون رقم 164 لسنة 2018 | | مناطق مندمجة                      |
| حورس بالصحراء الغربية                                         |                          |                          | قانون رقم 205 لسنة 2014 | |                                   |
| حقل عسران بشمال عامر بالصحراء الشرقية                         |                          |                          | قانون رقم 6 لسنة 1989   | |                                   |
| شمال عامر البحرية بخليج السويس وعش الملاحة بالصحراء الشرقية   |                          |                          | قانون رقم 100 لسنة 1986 | |                                   |
| جنوب رمضان اابحرية بخليج السويس                               |                          |                          | قانون رقم 148 لسنة 1981 | |                                   |
| أمل البحرية بخليج السويس                                      |                          |                          | قانون رقم 150 لسنة 1981 | - قانون رقم 153 لسنة 2005 - قانون رقم 95 لسنة 2013 |                                   |
| غرب بكر بالصحراء الشرقية                                      |                          |                          | قانون رقم 33 لسنة 1975  | |                                   |
| شقير البحرية                                                  |                          |                          | قانون رقم 65 لسنة 1973  | - قانون رقم 138 لسنة 1974 - قانون رقم 7 لسنة 1978 |                                   |
| أم اليسر غرب خليج السويس                                      |                          |                          | قانون رقم 63 لسنة 1968  | - قانون رقم 112 لسنة 1985 - قانون رقم 168 لسنة 2013 |                                   |
| الغردقة بالمناطق أرقام ٦،٧،٨،٩                                |                          |                          | قانون رقم 52 لسنة 1967  | |                                   |
| بكر وكريم بالصحراء الشرقية عامر وشقير غرب خليج السويس         |                          |                          | قانون رقم 149 لسنة 1957 | - قانون رقم 40 لسنة 1964 - قانون رقم 8 لسنة 1967 - قانون رقم 63 لسنة 1968 - قانون رقم 112 لسنة 1985 - قانون رقم 213 لسنة 1985 - قانون رقم 162 لسنة 2005 - قانون رقم 104 لسنة 2013 | اندمجت بالقانون رقم 164 لسنة 2018 |
| رأس مطارمة بشبه جزيرة سيناء                                   |                          |                          | قانون رقم 206 لسنة 1954 | قانون رقم 100 لسنة 2013 | اندمجت بالقانون رقم 164 لسنة 2018 |
| عسل بسيناء                                                    |                          |                          | قانون رقم 141 لسنة 1948 | | اندمجت بالقانون رقم 164 لسنة 2018 |
| سدر بسيناء                                                    |                          |                          | قانون رقم 140 لسنة 1948 | قانون رقم 4 لسنة 1978 | اندمجت بالقانون رقم 164 لسنة 2018 |

## رؤساء الشركة
- محمد عبد المجيد (2024 - حتى الآن)
- نبيل عبد الصادق (2018 - 2024).[28]
- محسن النوبي (2017 - 2018).[29]
- مصطفى طاهر (2017 - 2017).[30]
- طاهر الزفزاف (2015 - 2017)
- محمد عبد الفتاح (2012 - 2015)
- محمد علاء الدين علام (2011 - 2012)
- شريف سوسة (2010 - 2011)
- رضا مصطفى (2007 - 2010)
- محمود لطيف (2003 - 2007)
- حسن مصطفى رزق (1999 - 2003)
- عصمت ياسين العشري (1999 - 1999)
- حاتم طير البر (1997 - 1999)
- محمد فؤاد عبد العظيم (1992 - 1997)
- حسين كامل (1984 - 1992)
- محمود وصفي شاكر (1980 - 1984)
- أحمد نصر البرقوقي (1968 - 1980)
- محمد حليم الرشيد (1964 - 1968)
- محمد أحمد سليم (1960 - 1964)
- عبد الرحمن الصاوي (1957 - 1960)